# Matinera coronada de Borneo
La matinera coronada de Borneo (Pellorneum capistratoides) és un ocell de la família dels pel·lorneids (Pellorneidae).

## Hàbitat i distribució
Viu entre la malesa del bosc de les terres baixes de Borneo i les illes Banggi.

## Taxonomia
Considerada fins 2021 un grup subespecífic de Pellorneum capistratum ha estat separada d'aquesta espècie pel Congrés Ornitològic Internacional, versió 11.2 arran els treballs de Puan et al. 2020.